# ريفالبا
ريفالبا هي بلدية في مدينة تورينو الحضرية في المنطقة الإيطالية بيدمونت، على بعد حوالي 15 كيلومتر (9 ميل) شمال شرق تورينو.
تقع ريفالبا على حدود البلديات التالية: كاستانيتو بو وسان رافائيل سيمينا وغاسينو تورينيز وكازالبورغوني وسيولزي وسينزانو.

## المدن التوأم
- Els Hostalets de Pierola، إسبانيا